# Pezizella albosanguinea
Pezizella albosanguinea är en lavart som först beskrevs av Franz Xaver von Höhnel, och fick sitt nu gällande namn av Graddon. Pezizella albosanguinea ingår i släktet Pezizella och familjen Hyaloscyphaceae.   Inga underarter finns listade i Catalogue of Life.